# Vertical Force
Vertical Force est un shoot them up sorti en 1995 sur Virtual Boy. Le jeu a été développé puis édité par Hudson Soft au Japon et édité par Nintendo en Amérique du Nord.